# Greenidea aborensis
Greenidea aborensis är en insektsart. Greenidea aborensis ingår i släktet Greenidea och familjen långrörsbladlöss. Inga underarter finns listade i Catalogue of Life.